# Omphalophora majuscula
Omphalophora majuscula är en tvåvingeart som först beskrevs av Friedrich Hermann Loew 1870.  Omphalophora majuscula ingår i släktet Omphalophora och familjen snäppflugor.
Artens utbredningsområde är Alaska. Inga underarter finns listade i Catalogue of Life.